# Sant Andreu de Llavaneres
Sant Andreu de Llavaneres, sovint anomenat simplement Llavaneres, és una vila i municipi a 36 km al nord-est de Barcelona (Catalunya), a la vora de la costa mediterrània. Pertany a la comarca del Maresme. Llavaneres està entre el mar, situat a l'est i el Parc Natural del Montnegre i el Corredor, a l'oest. La població té bones comunicacions amb Barcelona gràcies a la línia 1 de rodalies de Renfe, així com l'autopista C-32 i la carretera N-II. Els divendres té lloc el mercat setmanal.

## Història

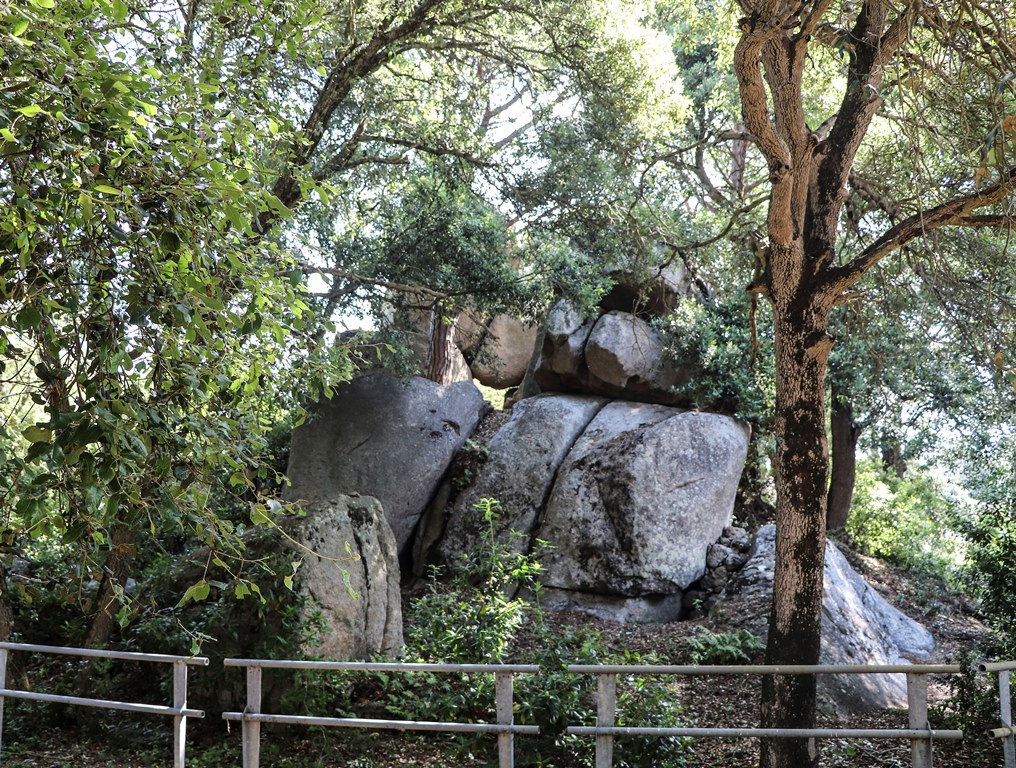
Rocs de Sant Magí

### El jaciment arqueològic deRocs de Sant Magí
Aquest testimoni de poblament més antic, situat a una cota de 428 m a la luxosa urbanització de Supermaresme a la serralada de Montalt, es troba dintre d'un conjunt de blocs granítics de dimensions considerables de l'era paleozoica, formant petits abrics i coves.
Aprofitant l'aixopluc natural de les grans roques, dintre d'aquest conjunt hi va haver un assentament humà neolític a l'aire lliure envoltat per una tanca formada per pedres de petites dimensions omplint els espais oberts entre roca i roca. Aquest fet no és gaire habitual en jaciments d'aquest període.

### Època històrica
La romanització va significar l'explotació agrícola a gran escala de la plana litoral, amb el sistema de vil·les com la de Cal Sanç, entre la Riera de Llavaneres i el torrent de les Bruixes. S'hi cultivaven conreus de secà: vinya, olivera i cereals. Si els ibers del Maresme habitaven principalment la muntanya, amb els romans la població es va desplaçar a la plana i a la costa.
Llavaneres és esmentada en documents de finals del segle x. Formava part dels dominis del castell de Mata, que al seu torn era feudatari del de Burriac. La parròquia de Sant Andreu de Llavaneres era una de les tres del terme del castell i incloïa Sant Vicenç de Montalt. El 1480 Ferran el Catòlic incorporà tot el territori de Mataró a la corona, atorgant-li la condició de carrer de Barcelona, i Llavaneres hi va quedar inclosa. A mitjan segle xvi, però, va assolir la independència municipal - a la fi del segle (1599) se’n separà Sant Vicenç.
Des de l'edat mitjana, la població era formada per masies disperses pel sector muntanyós, amb l'església parroquial situada sobre un turó. El nou municipi va edificar una nova església parroquial (l'actual Església del cementiri) sobre l'anterior. A partir del segle xvii es començà a formar un nou nucli a la confluència del Torrent de la Vall i la Riera de Llavaneres i al segle xviii ja es troben definits alguns dels actuals carrers del nucli antic. Fou aleshores quan s'hi construí l'actual església parroquial neoclàssica. Al segle xix, ja passat el perill que havia representat la pirateria per a les poblacions de la plana, es formà el barri costaner de Cal Sanç, habitat per mariners i pescadors. És un dels pocs barris marítims del Maresme que no s'ha independitzat del poble “de dalt”. En les primeres dècades del segle xx, Llavaneres va esdevenir un centre d'estiueig de la burgesia barcelonina. D'aquí la gran quantitat d'edificis modernistes i noucentistes que s'hi troben. Actualment és un focus residencial i turístic.

### Origen del nom
Llavaneres és esmentat l'any 968 com Levandarias, i el 988 com Labandarias. Igual que altres topònims Llavanera o Llavaneres dels Països Catalans, deriva probablement del mot català llavanera, dona que es dedica a rentar roba, el qual procedeix del llatí lavandaria, amb el mateix sentit Segons la llegenda, el nom de Llavaneres a l'inrevés ("Serena Vall") indicaria la vall situada enmig de dues muntanyes. Una altra explicació el fa provenir d'Heras de Llevant, nom que li haurien posat els primers pagesos que van treballar la terra de la zona.

## Geografia
- Llista de topònims de Sant Andreu de Llavaneres (Orografia: muntanyes, serres, collades, indrets..; hidrografia: rius, fonts...; edificis: cases, masies, esglésies, etc).

Els límits del terme municipal són:
| Dosrius |  | Sant Vicenç de Montalt |
|         |  |                        |
| Mataró  |  | mar                    |

### Demografia
| 1497 f | 1515 f | 1553 f | 1717 | 1787 | 1857  | 1877  | 1887  | 1900  | 1910  |
| ------ | ------ | ------ | ---- | ---- | ----- | ----- | ----- | ----- | ----- |
| 30     | -      | 64     | 952  | 960  | 1.439 | 1.226 | 1.206 | 1.129 | 1.196 |

| 1920  | 1930  | 1940  | 1950  | 1960  | 1970  | 1981  | 1990  | 1992  | 1994  |
| ----- | ----- | ----- | ----- | ----- | ----- | ----- | ----- | ----- | ----- |
| 1.314 | 1.508 | 1.609 | 1.758 | 2.003 | 2.575 | 2.918 | 4.389 | 4.447 | 4.447 |

| 1996  | 1998  | 2000  | 2002  | 2004  | 2006  | 2008   | 2010   | 2012   | 2014   |
| ----- | ----- | ----- | ----- | ----- | ----- | ------ | ------ | ------ | ------ |
| 6.194 | 6.418 | 7.161 | 8.091 | 8.707 | 9.463 | 10.009 | 10.303 | 10.541 | 10.590 |

| 2016   | 2018   | 2020   | 2022   | 2024   | 2026 | 2028 | 2030 | 2032 | 2034 |
| ------ | ------ | ------ | ------ | ------ | ---- | ---- | ---- | ---- | ---- |
| 10.663 | 10.877 | 11.133 | 11.593 | 11.933 | -    | -    | -    | -    | -    |

## Població i activitat econòmica
Des de l'antiguitat, Llavaneres era un poble essencialment agrícola. A la plana alternaven els conreus de secà, entre els quals van tenir força importància el garrofer i la vinya. Arran de la crisi de la fil·loxera, i aprofitant el microclima i la disponibilitat d'aigua, els conreus es van reorientar cap a l'horta i, a partir dels anys vint del segle passat, el clavell. Actualment, l'agricultura ha retrocedit notablement davant la pressió urbanística, però es manté la producció de flor tallada, planta ornamental i hortalisses, en petites explotacions familiars.
En les darreres dècades, l'activitat econòmica s'ha enfocat cap als sectors comercial i de serveis, lligada sobretot al turisme i al caràcter residencial del poble. En són exponents el Club de Golf Llavaneres (1945) i el port esportiu del Balís, construït a la dècada de 1970. Un altre factor econòmic a considerar és el turisme. Quasi tots els turistes són barcelonins, encara que hi ha un petit grup de turistes internacionals o d'altres parts de Catalunya i Espanya.

## Monuments i curiositats
Sant Andreu de Llavaneres té una bona quantitat de cases d'estiueig de principis del segle xx modernistes: la Torre Gran, la Torre del Sot —ambdues de Josep Coll i Vilaclara—, Ca l'Alfaro, can Farnés, ca l'Utzet, o noucentistes com les Torres Bessones de Cal Matas, obra de Joaquim Lloret i Homs.
En el terme es conserva una trentena de masies com Ca n'Amat, Can Casals, Can Catà de la Torre, Can Catà de la Vall, Can Tries, Can Lloreda, Can Berenguer, algunes amb elements gòtics i fins romànics, o amb elements de fortificació com torrellons, matacans o restes de muralla.
També s'hi troben grans cases residencials barroques com Can Bacardí, amb esgrafiats, o Can Caralt, que allotja actualment el Museu Arxiu de Sant Andreu de Llavaneres.
L'església del cementiri (segle xvi), situada en un turó fora de la vila, és d'estil gòtic tardà, amb una façana austera i campanar de base quadrada. Després que fos consagrada es va dotar d'un retaule barroc, considerat un dels millors del seu estil a Catalunya, obra de l'escultor Gaspar Huguet i amb pintures de l'italià Joan Baptista Toscano. Actualment, es troba a la nova església parroquial (segles xviii-XIX), al centre del poble. Fora vila es troben també l'antiga església de Sant Sebastià, on se celebrava un important aplec per la festa del sant, i les ruïnes de la capella de la Mare de Déu de Llorita, en una carena prop de Can Lloreda, del segle xvi o anterior.
La població és també coneguda pel seu pèsol dolç, el pèsol de Llavaneres o pèsol garrofal (es realitza una festa del pèsol anualment) i per la seva coca anomenada coca de Llavaneres, farcida de crema i coberta de massapà, sucre i pinyons, molt tova al tacte.
El torrent de les Bruixes recorda el pes llegendari que la figura de les 'bruixes' ha tingut en terres del Maresme. El club de golf (a més de dos camps més de pitch&putt) i el port esportiu del Balís col·laboren a donar un aire elitista a Llavaneres.
Fou sacerdot de la parròquia el que després seria abat del Monestir de Montserrat dom Gabriel Maria Brasó i Tulla

## Festes
- Festa major: se celebra el cap de setmana més proper al 30 de novembre.
- Festa major de la Minerva: 3r diumenge de juliol.
- Festa del Pèsol: un cap de setmana del mes d'abril.
- Mostra Gastronòmica del Pèsol: mes d'abril.

## Esport a Sant Andreu de Llavaneres
A Sant Andreu de Llavaneres hi destaquen dos esports: El futbol C.E. Sant Andreu de Llavaneres (a la segona divisió catalana de futbol) i el bàsquet (aquest club, ajuntat amb els municipis de Sant Vicenç de Montalt Caldes d'Estrac i el barri de Mataró del Pla de Boet). Encara que els esports anteriors siguin els més grans, també hi han clubs d'handbol, golf, vela i pàdel.

## Política i eleccions municipals a Sant Andreu de Llavaneres
Actualment l'alcalde de Sant Andreu de Llavaneres és Àlex Neira Martí del Partit dels Socialistes de Catalunya (PSC). La seva candidatura va ser la més votada a les eleccions municipals del 28 de maig de 2023. Actualment, el govern municipal està format per tres partits: PSC, PP i Acord per Llavaneres.
El PSC d'Àlex Neira va ser la primera força del 28M a Llavaneres. La formació va obtenir cinc regidors (+4) i va aconseguir la clau per formar govern. ERC, fins aleshores al govern amb majoria absoluta, va ser la segona llista més votada i va passar de 9 a 4 representants al consistori de Llavaneres. Van empatar a tres regidors, el PP i Junts per Llavaneres. Per la seva banda, Acord i Movem van aconseguir un representant per al nou mandat. La candidatura de Valents no va aconseguir representació.
Una de les dades de la nit electoral va ser la davallada de la participació. Dels 8.545 electors, a Llavaneres, van anar a votar 4.626 persones, un 54,13%, més de nou punts menys que al 2019.
El ple de constitució del nou consistori es va celebrar dissabte 17 de juny, a les 12 hores.

Eleccions municipals de 2019
L'alcalde de Llavaneres fins al 17 de juny de 2023 va ser Nani Mora (Esquerra republicana de Catalunya), que va guanyar les eleccions municipals (2019) amb una majoria absoluta de regidors (9/17 regidors) però no de vots (2.383, el 47,09% dels vots).

### Esquerra Republicana de Catalunya (ERC també és vàlid)
Esquerra Republicana va encapçalar el govern municipal amb majoria absoluta del 2015 al 2019. A les eleccions del 2015 van ser els més votats amb 1.485 vots i amb 7 de 17 regidors aconseguits.

### Junts per Catalunya (JxCAT o Junts també són vàlids)
Junts per Catalunya va aconseguir 673 vots i va aconseguir 2 regidors de 17. Va ser el segon partit més votat a les eleccions.

### Ciutadans (Cs o Ciudadanos també són vàlids)
Ciutadans va aconseguir 550 vots i 2/17 regidors. Va ser el tercer partit més votat a les eleccions. Al 2015 van aconseguir 379 vots i 1/17 regidors.

### Partit Popular (PP o PPC també són vàlids)
El Partit popular va aconseguir 490 vots i 2/17 regidors. Va ser el quart partit més votat de les eleccions. Al 2015 van aconseguir 526 vots i 2/17 regidors.

### Comuns (Movem Llavaneres o En comú guanyem també són vàlids)
Els comuns van aconseguir 460 vots i 1/17 regidors. Va ser el cinquè partit més votat de les eleccions.

### PSC (Partit dels Socialistes de Catalunya o Candidatura de progrés també són vàlids)
El PSC va aconseguir 448 vots i 1/17 regidors. Va ser el sisè i últim partit a nivell de quantitat de vots. Al 2016 van aconseguir 139 vots i 0/17 regidors.

### Partits desapareguts que ja no és presenten
A Sant Andreu de Llavaneres s'han presentat varis partits a les eleccions municipals que per alguna raó o una altra, avui en dia no és presenten. Aquests són: Acord per Llavaneres, que es va presentar a les eleccions del 2015 i va aconseguir 792 vots (segon partit més votat) i 4/17 regidors. Convergència i unió (CiU). Que a les eleccions del 2015 va aconseguir 569 vots (tercer partit més votat) i 3/17 regidors. I l'últim partit, Units per Llavaneres (UxLL). A les eleccions del 2015 va aconseguir 168 vots (el sisè partit més votat) i 0/17 regidors.

## Coneixement del Català a Sant Andreu de Llavaneres
A Sant Andreu de Llavaneres 10.058 persones entenen el Català. 8.707 persones el saben Parlar. 9.008 persones el saben llegir. I, 6.462 el saben escriure.

## Residus de Sant Andreu de Llavaneres
Sant Andreu de Llavaneres, al ser una vila amb pocs habitants, no produeix gaires residus. Encara així, hi ha una petita producció de residus que treu el municipi.

### Residus Industrials
A Sant Andreu de Llavaneres hi han 3 establiments amb una declaració anual de residus. Al 2019 va provocar una generació de residus de 2.171,49 (Tones).

### Residus Municipals
A Sant Andreu de Llavaneres hi ha una generació de residus per capita de 1,67 (kg/hab./dia). I el percentatge de recollida de residus selectiva és del 61,2%.

## Nivell de formació assolit
A Sant Andreu de Llavaneres hi ha un nivell de formació assolit Bastant alt en comparació amb la comarca del Maresme i amb Catalunya.

### Educació Primària o inferior
A Sant Andreu de Llavaneres el nivell d'educació Primària o inferior representa al 11,1% de la població (sobretot persones de la tercera edat). Sant Andreu de Llavaneres té un -5,8% del percentatge de la població que té aquest nivell (respecte la mitjana del Maresme). I un -6,6% respecte a Catalunya.

### Primera etapa d'educació secundària
A Sant Andreu de Llavaneres el nivell d'educació de la primera etapa d'educació secundària representa al 18,8% de la població. Sant Andreu de Llavaneres té un -9,1% del percentatge de la població que té aquest nivell (Respecte la mitjana del Maresme). I un -8,6% respecte a Catalunya.

### Segona etapa d'educació secundària
A Sant Andreu de Llavaneres el nivell d'educació de la segona etapa d'educació secundària representa al 28,4% de la població. Sant Andreu de Llavaneres té un +5% del percentatge de la població que té aquest nivell (respecte la mitjana del Maresme). I un +5,2% respecte a Catalunya.

### Educació superior
A Sant Andreu de Llavaneres el nivell d'educació superior assoleix al 41,7% de la població (el qual és un percentatge bastant alt). Sant Andreu de Llavaneres té un +10,1% del percentatge de la població que té aquest nivell (respecte la mitjana del Maresme i Catalunya).

## Qualitat de vida
Sant Andreu de Llavaneres té una qualitat de vida alta amb la majoria de la població ja que té el seu habitatge en règim de propietat i l'index socioeconòmic territorial és de 113,7, sent 13,7 punts més alt que la mitjana de Catalunya.